# Hirata Tokuboku

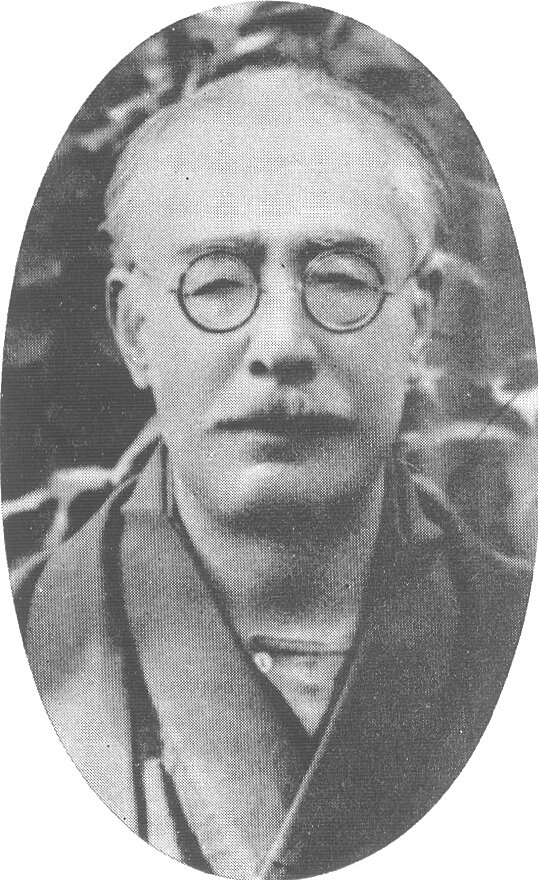
Hirata Tokuboku

Hirata Tokuboku (japanisch 平田 禿木; * 10. Februar 1873 in Tokio; † 13. März 1943), eigentlich Hirata Kiichirō (平田 喜一郎), war ein japanischer Anglist und Essayist.

## Leben und Wirken
Hirata Tokuboku wurde am 10. Februar 1873 als Hirata Kiichirō in Tokyo geboren. Er besuchte die 1. Oberschule in Tokyo (第一高等学校, Dai-ichi kōtōgakkō, später Universität Kyōto) und wurde in dieser Zeit Mitherausgeber der Literaturzeitschrift Bungakukai. Als solcher war er (neben Kitamura Tōkoku, Shimazaki Tōson, Ueda Bin, Togawa Shūkotsu, Higuchi Ichiyō und anderen) einer der Wegbereiter der neuen romantischen Strömung, die von der Zeitschrift in der damaligen Literatur hervorgerufen wurde. In der Bungakukai veröffentlichte er vor allem Kritiken und eigene Essays. Die Oberschule brach er vorzeitig ab und erhielt eine pädagogische Ausbildung an der Höheren Normalschule Tokio (später Pädagogische Universität Tokio) zum Englischlehrer.
Ab 1903 verbrachte er drei Austauschjahre an der Universität von Oxford. Nach seiner Rückkehr lehrte er an diversen Schulen, u. a. seiner Alma Mater. 1918 beteiligte er sich als Chefredakteur an der neu herausgegebenen Zeitschrift Eigo bungaku (英語文学, dt. „Die englische Literatur“) und bemühte sich so um eine Einführung in die englische Literatur. Auch mit dem amerikanischen Philosophen und Kunstwissenschaftler Ernest Fenollosa verband ihn eine enge Freundschaft.
Zu dessen Arbeit über das traditionelle japanische Nō-Theater leistete Hirata durch Übersetzungen einen großen Beitrag. Später gelangten diese Übersetzungen durch Fenollosa nach England und beeinflussten dort auch Ezra Pound und durch diesen William Butler Yeats. Neben seiner eigenen literarischen Tätigkeit fertigte Hirata zahlreiche Übersetzungen englischsprachiger Literatur, darunter Werke von Charles Lamb, William Makepeace Thackeray, Jane Austen, Thomas Hardy. Später übersetzte er Charles Dickens, Oscar Wilde und George Meredith.